# Bolodigui Ouattara
Bolodigui Ouattara (* 18. Juli 1980) ist ein ivorischer Radrennfahrer.
Bolodigui Ouattara gewann 2005 die zweite Etappe der Tour de l’Or Blanc nach Sinfra. 2007 war er bei der Tour de l’Or Blanc wieder auf einem Teilstück erfolgreich. Außerdem gewann er die fünfte Etappe der Boucle du Coton nach Soubré. Bei der ivorischen Straßenradmeisterschaft belegte er den dritten Platz im Straßenrennen und im Einzelzeitfahren holte er sich den nationalen Meistertitel.

## Erfolge
2007
- eine Etappe Boucle du Coton
- Ivorischer Meister – Zeitfahren